# 원 무종
원 무종(元 武宗, 1281년 8월 4일(음력 7월 19일) ~ 1311년 1월 27일(음력 1월 8일))은 원나라의 3대 황제이자, 몽골 제국의 칸(재위: 1307년 ~ 1311년), 장군이다. 묘호는 무종(武宗), 시호는 인혜선효황제(仁惠宣孝皇帝). 1309년 생전에 받은 존호는 통천계성흠문영무대장효황제(統天繼經欽文英武大章孝皇帝), 칸호는 쿨룩 카안(몽골어: ᠬᠥᠯᠥᠭ
ᠬᠠᠭᠠᠨ Külüg Qa'an, хүлэг хаан)이다. 본명은 카이샨(몽골어: ᠬᠠᠶᠢᠰᠠᠩ Qayšan, 키릴 문자:Хайсан, 한국 한자: 海山 해산)으로 쿠빌라이 칸의 손자 황태손 다르마발라와 옹기라트부 출신 다기의 아들이었다. 1299년부터 오고타이 칸국의 카이두와 교전하였고, 테케리쿠 전투에서 패했으나 카차카르 전투에서 패주시켰다. 1301년 8월 카이두의 군대를 최종 격파, 카이두 군대를 물리친 공로로 1303년 10월 7일 회령왕에 봉해졌다.
1307년 1월 성종 테무르가 후계자 없이 사망하자, 그해 3월 동생 아유르바르와다와 정변을 일으키고, 그해 6월 황제위에 올랐다. 1310년 오고타이 한국의 차파르가 투항으로 카이두와의 전쟁을 종결지었다. 즉위 직전 동생 아유르와르바다에게 제위 양보를 강요당했으나, 아유르바르와다의 양보로 대칸위에 올랐다. 즉위 과정에서의 분란으로, 동생 아유르와르바다를 황태제로 임명하였다. 카이산 혹은 하이산이라는 이름은 중국식으로 산과 바다라는 뜻이고, 중세 몽골어로는 성곽과 담장이라는 뜻과, 벽이라는 의미도 있다. 다른 존호는 오르스쿨 울루크 아클바키 만두울산 카안(Өршөөл өглөг ачлалыг мандуулсан хаан)으로, 자비로움을 베푼 카안이라는 뜻이다.

## 생애

### 생애 초반
1281년 8월 4일 퀼리그 칸 카이산은 원나라 대도 칸발릭 황궁에서 출생했으며 아버지는 태자이자 회왕 다르마발라였고, 어머니는 옹기라트씨족 출신의 다기 카툰이었다. 동생 아유르바르와다와 이복 형 아목가가 있었다. 신원사에 의하면 아버지 회왕 다르마발라의 첩 곽씨는 출신성분이 미천해서 적장자로 인정받지 못하고, 카이산이 적자가 되었다 한다. 카이산 혹은 하이산이라는 이름은 중국식 한자 이름으로 산과 바다라는 뜻이고, 중세 몽골어로는 성곽과 담장이라는 의미, 벽이라는 의미도 있다. 그가 태어날 때는 증조부 세조 쿠빌라이 카안, 증조모 소예순성황후 차브이, 할아버지 명효태자 친킴이 생존해 있었다.
그가 태어난 직후 아버지 다르마발라는 잠시 고려 제주도의 원나라주둔군 총사령관으로 파견되어 다녀오기도 했다. 통설은 카이산이 형이고, 아유르바르와다가 동생으로 본다. 원사, 원사연의, 신원사 등에는 아유르바르와다가 카이산의 동생으로 나와있다. 그런데 몽골 황금사에 의하면 아유르바르와다가 돼지띠(1275년생)라는 설이 있다.
1285년 할아버지 친킴 태자가 세조 쿠빌라이 카안과 갈등하다가 전전긍긍하던 중 알콜 중독으로 부황보다 요절하자, 친킴의 세 아들 중 카이샨의 아버지 회왕 다르마발라가 황태자로 내정되었다. 이때 아버지 다르마발라는 자신의 첩 중 1명인 키반쿠(Ки Ванку)를 카이산에게 내려주었다. 그러나 아버지 다르마발라는 1292년 봄 병을 앓다가 대도에서 2개월간 진료를 받던 도중 사망했다. 
카이산의 어린 시절에 대해서는 자세히 알려지지 않았다. 그는 독실한 불교신자였다. 1286년부터 서하출신 가타푸지(乞台普济)가 카이산과 아유르바르와다 형제의 보육과 유학을 담당하였다. 가타푸지는 1266년부터 20년간 그의 할아버지 친킴의 측근으로 있었고, 가타푸지의 조부 라길이르(拉吉爾威)는 서하 출신으로 칭기즈칸의 숙위를 담당했었다. 또한 등문용(董文用), 위구르계 출신 아시테무르(阿失帖木兒) 등도 유년 시절 카이산, 아유르바르와다 형제의 보도를 맡게 하였다.

### 소년기
1289년 카이산은 오고타이 한국의 카이두가 쳐들어오자, 몽골고원에서 카이두와 교전하다가 대패하였다. 카이산은 카이두의 오고타이국 군대에 포로로 잡혔으나 킵차크 한국 출신 투투그에 의해 구출되고, 다시 진영을 재정비하여 카이두와 교전했다. 이때 카이산은 킵차크 한국 사람 투투그와 그의 아들 엘 테무르의 도움으로 카이두 군대를 격파하였다.
1292년 아버지 다르마발라가 병으로 진료받던 중 사망하자, 황태자위는 그의 삼촌 중 테무르에게 넘어갔다. 1294년 1월 쿠빌라이 칸이 죽고, 그해 5월 삼촌 테무르가 원 성종으로 즉위했다. 원 성종 즉위 직후, 혹은 불루간 카툰이 정비가 된 직후, 아유르바르와다는 불루간에 의해 어머니 다기와 함께 대대로 쿠빌라이 가문의 영지였던 하남 에 있는 회맹로(懐孟路)로 추방되었다. 1298년 7월 성종 테무르의 명으로 고려 왕태자 왕선이 원나라로 소환되었다. 고려 태자 왕선은 카이산과 그의 동생 아유르바르와다 형제와 가깝게 지냈다.

### 군사 활동

#### 카이두와의 전쟁
원 성종의 아들 태자 테이슈가 태어나기 전, 그는 유력 황위 계승권자의 한사람이었지만 1299년 테이슈 태자가 태어나면서 구도가 달라졌다. 1294년 쿠빌라이 칸이 사망하고 원 성종 즉위하자, 성종 즉위 직후 오고타이 한국의 카이두가 몽골 서부로 쳐들어왔다. 성종의 명으로 카이산은 안서왕 아난다와 각각 군사들을 받아 몽골 서부를 침공한 카이두와 교전하였다.
1299년(대덕 3년) 원 성종의 명으로 몽골 막북 고원의 군대의 총사령관인 총병막북(统兵漠北)이 되었으며, 그해 영원왕 코코추(闊闊出)를 대신하여 기갑부대를 이끌고 북변에 가 오고타이 한국의 카이두(海都), 차가타이 한국의 두아 등과 교전하였다. 1300년 카이두, 두아, 메리크 테무르 등이 군사를 이끌고 카라코룸을 공격, 성종의 명으로 군사를 이끌고, 킵차크인 부대, 캉글리족 부대 등과 함께 카말라를 지원하여 국경 밖으로 몰아냈다. 1300년 8월 오고타이 한국의 카이두가 카바르(闊別列)를 침공, 몽골고원에서 카이두와 교전하였으나 패배하였다. 그해 겨울 알타이산맥에서 카이두군과 교전, 알타이산맥 동쪽의 8개 부족장은 카이산에게 투항하였다. 1300년 12월 안태산(按台山) 지방의 나이만부족이 카이산에게 투항하였다.
1301년 카이두와 차가타이 한국의 두아가 군사를 이끌고 몽골고원 서부로 쳐들어오자, 카이산은 군대를 이끌고 이들과 교전했으나 별 성과가 없었다. 1301년 8월 카이두는 두아와 군사를 이끌고 다시 쳐들어왔다. 중앙 아시아의 몽골족 제왕들을 동원해 몽골고원에 침공해 온 카이두와의 군대와의 전투에 참여하고, 8월 하순 테케리크 전투(鐵堅古)의 첫 전투에서 카이두에게 패배하였다. 이때 카이산은 삼촌 진왕 카말라의 지원으로 재빨리 퇴각하여, 전열을 재정비했다.
그러나 이틀 뒤, 카이두가 다시 대병력을 이끌고 몽골고원으로 가 카차카르를 공격하자, 카이산은 추격, 카차카르에서 카이두군과 교전했다. 이때 왕사 시리(失利)와 카이산은 직접 카이두에게 시석을 던졌다. 이때 성종의 부마 쾨르키즈가 카이두에게 포로로 잡혀 처형됐으나, 다음날 카이산은 왕사 시리와 함께 5개의 부대를 나누어 흩어져서 카이두를 공격, 카이두가 머무르고 있는 막사를 직접 급습, 공격했다. 이때 카이산은 오고타이 한국의 칸 카이두의 뺨을 화살로 맞추었다. 이 전투에서 카이두 군대는 큰 타격을 입었으며, 카이두는 이때 얻은 부상의 후유증으로 퇴각하여 그해 9월 혹은 이듬해 8월에 사망한다. 카이두와의 전투에서 함께 활약한 캉글리 톡토(康里 脫脫)를 비롯한 원나라의 장군들은 후일 카이산의 측근세력을 형성한다.

#### 차파르, 두아와의 전투
오고타이 한국 카이두를 격파하면서 1303년 4대 칸국이 원나라에 형식적인 종주권을 받아들였다. 카이두를 격퇴한 전공을 이유로 1303년 10월 7일에 성종으로부터 회령왕(懐寧王)에 봉해지고 금인(金印)을 하사받았으며, 서주(瑞州)의 6만 5천호를 식읍으로 하사받았다. 동시에 겸임 카라코룸 지역 사령관에 임명되었다. 일설에는 청해(青海)지역으로 보내졌다고도 한다. 이후 카이산은 아들이 없는 원 성종의 유력 후계자로 하마평에 오르내리기도 했다.
그해 오고타이 칸국의 차파르와 차가타이 한국의 두아가 교전하자, 그는 원 성종의 명을 받고 군대를 이끌고 알타이산맥으로 가 두아를 도왔다. 1304년 겨울 차파르의 부하 도규(禿曲)의 침공을 격퇴했다. 1305년 성종으로부터 금 1,000 락스, 은 75,000 락스, 동전 13,000냥을 상으로 받았다.
퀼리그 칸 카이산은 1306년에는 알타이산맥 방면까지 침공한 아리크 부카의 차남 말리크 테무르를 사로잡는 전과를 올렸다. 그러나 성종의 아들 테이슈는 1306년 1월 병으로 요절했다. 1306년 7월 오고타이 한국의 장군이자 차파르 칸의 동생 오로스(斡羅思)를 추격하여, 알타이산맥의 타쿠사켄(脫忽思圈)에서 그의 처자를 사로잡았다. 그해 8월 지야릭적실(至也里的失)에서 투만(禿滿), 메리크 테무르, 아루타이(阿魯灰) 등 왕족 장군들이 카이산에게 투항하였다. 1306년에 그는 몽골고원으로 쳐들어온 오고타이 한국의 군사들을 물리쳐 이르티시강에서 미글라이 투무르 일대까지 몰아낸 뒤, 에센투그, 아흐, 부얀, 투침 등 카이두의 부하들을 정벌했으며, 그해 겨울을 알타이에서 보냈다.

#### 혼란과 즉위 직전
1307년 1월 8일 테무르가 아들 테이슈의 요절 이후, 후계자를 남기지 않고 죽자, 몽골 제국에서 되풀이 되던 후계자 쟁탈전이 다시 재연되어 황제의 자리를 둘러싸고 모후, 외척, 권신 등 몽골 귀족끼리의 격렬한 권력 다툼이 되풀이 되었다. 카이산은 카라코룸 근처에서 형세를 엿보고 있었다. 회령왕부의 사자 기라투투(康里脫脫) 등 측근들 일부가 당시 대도의 시내에 체류하면서 카이산에게 정세를 보고했다. 일설에는 예순 테무르 역시 유력 계승권자였으나 그의 동생 아유르바르와다가 자신의 형을 지원했다는 설이 있다. 1307년 1월 성종의 부음 소식을 듣고, 카이산은 군대를 이끌고 카라코룸으로 갔다.
성종의 임종 전 불루간 카툰과 좌승상 아구타이는 안서왕 아난다를 보정(輔政)으로 임명하고 아난다에게 사자를 보내자, 우승상 하라하슨(哈剌哈孫)은 바로 병을 이유로 물러났다. 1월 6일 안서왕 아난다와 메리크 테무르가 대도로 왔다. 하라하슨은 회주에 있는 아유르바르와다에게 비밀리에 사자를 보내, 불루간 카툰이 아난다를 추대하려 한다는 정보를 전한다. 
1월 8일 성종은 이맹(李孟), 중서성우승상 하라하슨(哈喇哈孫) 또는 답라한(答刺罕), 좌승상 아구타이 등을 불러 후일을 부탁한다는 유언을 남기고 죽었다. 성종이 임종하자, 투르크인 출신 하라하슨, 그리고 차가타이 칸의 4대손 투라, 툴루이의 서자 발작의 손자 초왕 야쿠트 등은 다르마발라의 후손 중에서 차기 대칸이 나와야 된다는 주장을 견지했다. 원사연의 34권과 자치통감 162권에 의하면 아유르바르와다는 형 카이산은 멀리 있어서 바로 도착하기 어렵다며, 바로 손을 쓰기로 하고 다기 카툰 등과 사람을 모아 대도로 진군했다. 카이산은 대도 주변 비밀리에 주둔하면서 정세를 관찰하고 있었다. 하라하슨은 인장 등을 감춘 뒤, 병을 핑계로 조회에 참여하지 않거나 결재를 미루었다. 당시 원나라에 체류하고 있던 고려 왕태자 왕선은 카이산 지지를 선언, 자신의 시위들을 카이산 측에 보내 지원하였다. 고려 태자 왕선은 당시 아유르바르와다를 지지했다고도 한다.
아난다는 독실한 무슬림이었고, 자신의 영지 내에서 남자아이들에게 할례를 권장했다. 이 일로 몽골 귀족들은 아난다를 싫어하게 되었다. 카이산은 자신이 몽골고원 가까이에서 외부의 침략을 잘 방어한 점을 강조하고 자신이 대칸이 되어야 함을 몽골 귀족들을 상대로 역설하였다.

#### 진군과 대도 입성
권력 다툼의 중심이 된 이들은 곤기라트 부족을 중심으로 결속된 원나라의 궁정귀족들이었다. 테무르의 황후 브르간은 곤기라트부의 출신이 아니었기 때문에 귀족의 힘을 억누르기 위해 좌승상 아구타이, 서부의 영주 메릭 테무르, 상서성의 관료들 등과 손잡고 테무르의 종제였던 안서왕 아난다를 황제로 맞이했으나, 방계 즉위에 의해 기득권을 위협받는 것을 두려워한 중신들과 이슬람을 싫어하던 몽골 귀족들은 쿠데타를 일으켜 브르간과 아난다, 메릭 테무르에 대항하고, 몽골고원의 방위를 담당하던 테무르의 조카 카이산을 황제로 맞이했다. 테무르 칸의 유고 소식을 접한 카이산은 대도 근처에 주둔하고 있었고, 아유르바르와다는 군대를 이끌고 대도로 들어와 아구타이를 살해하였다.
회령왕부의 사자 강글리 투투의 보고를 받은 카이산은 성종의 국상을 분상하러 군사를 이끌고 카라코룸을 출발해 대도로 향했다.
불루간 카툰과 아난다, 멜릭 테무르가 제거된 뒤, 모후 다기 카툰은 카이산에게 동생에게 대칸위를 양보할 것을 요구하였다. 그러나 카이산은 대답을 주저하였다. 카이산은 자신의 측근들에게 모후가 양위를 요구하는데 대해 불만, 한탄을 토로하기도 했다. 카이산은 캉글리 톡토(康里 脫脫)와 숙의했고, 곧 아유르바르와다는 대칸의 자리를 일단 형에게 양보하였다. 카이산은 3만 군대를 이끌고 대도로 남하, 입성하였다. 다기 카툰은 다시 중재하여 아유르바르와다에게 섭정직을 포기하게 하고, 카이산에게 즉위하면 아유르바르와다를 후계자로 하도록 조정했다.

### 즉위 이후

#### 즉위 직후

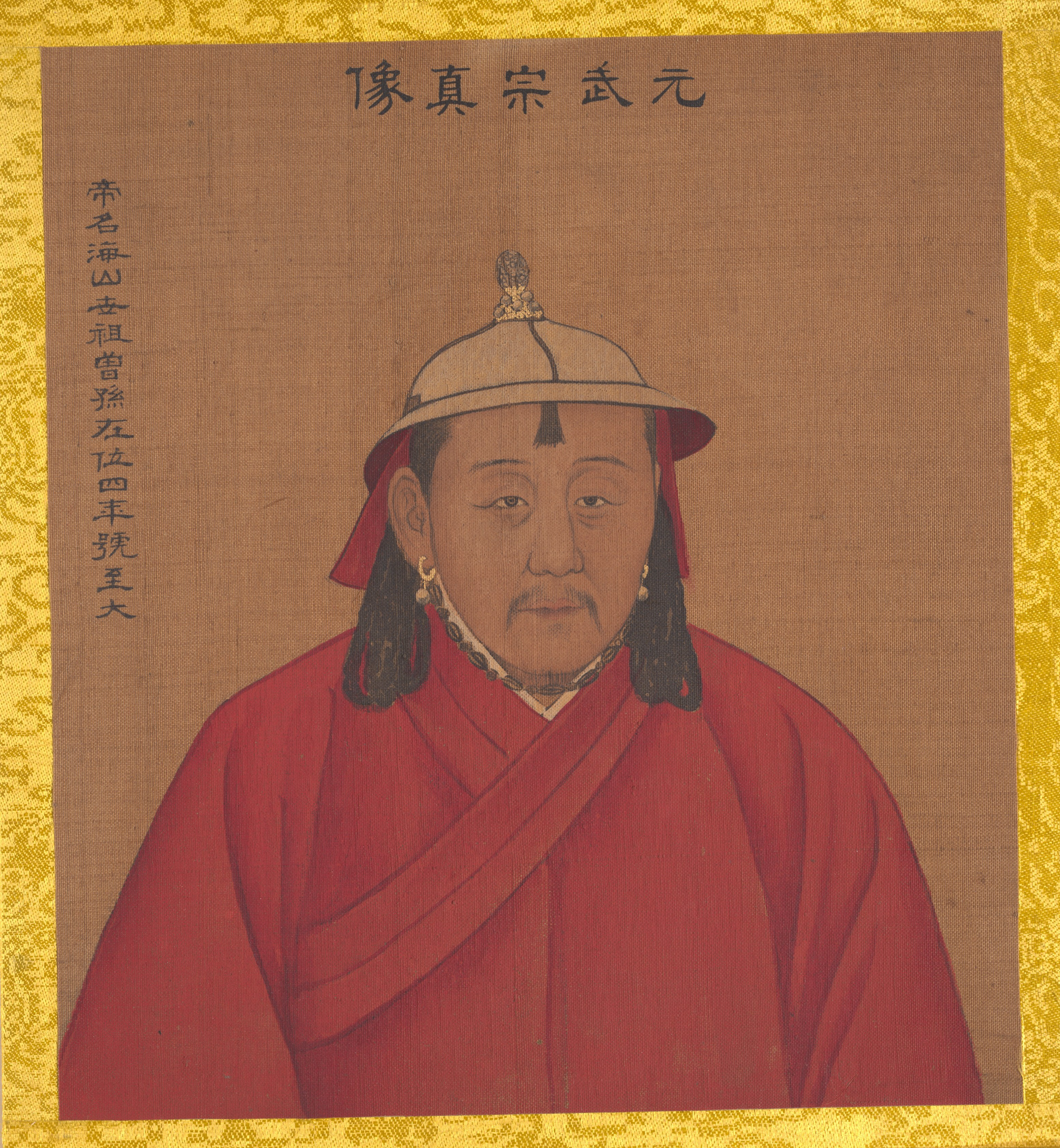
원 무종 초상화
(청나라 초,중기 작)

1307년 6월 21일 대도에서 다기 카툰 등의 주관하에 형식적인 쿠릴타이를 열고, 카이산은 대도 대안각(大安閣)에서 황제로 즉위했다. 즉위 직후 아난다, 불루간 카툰에게 사약을 내려 사사하였다. 또한 메리크 테무르 역시 아난다를 지원한 혐의로 처형되었다. 일설에는 불루간 카툰은 1309년 무종이 직접 사형선고를 했다는 설이 있다. 카이산은 즉위 기념으로 암말 7마리와 흰 양 7천 마리의 젖을 토지에 바쳤고, 말 40마리와 양 4천 마리를 신에게 제물로 바쳤다. 즉위 직후 7일간 기념 축제를 하였다.
퀼리그 칸 카이산은 즉위 과정에서 내분을 경험한 바 있어, 6월 29일 아들들 대신 자신의 동생 아유르바르와다(후일의 원 인종)을 황태자로 세우고 어머니 다기를 황태후로 책봉하고 흥성(興聖)의 존호를 올린 것을 시작으로, 몽골 황실의 여러 왕과 몽골 귀족들에게 하사은금을 남발하고, 왕족에서 절대적인 인기를 얻었다. 또한 아버지 다르마발라를 순종 소성연효황제로 추서했다. 카이산은 동생 아유르바르와다에게 황태자 자리를 주는 대신, 차기 황태자는 카이산의 아들들 중에서 정한다는 조건을 제시했고, 아유르바르와다는 이를 수락했다. 이때 동지추밀원사 캉글리 토크토(康里脫脫)가 과연 무종 사후 아유르바르와다가 자신의 조카들을 태자로 임명하겠느냐며 의문을 제기했지만 곧 무마되었다. 
6월 29일 무종은 다르하이를 중서우승상으로, 다슈부카를 좌승상으로 임명했다. 이때 모후 다기 카툰은 자신의 측근인 테무데르를 소환해 재상으로 등용하려 하였다. 운남지역에서 근무중이던 테무데르는 근무를 게을리하여 직무태만으로 처벌받을 위기에 몰렸으나 다기 카툰이 압력을 넣어 처벌하지 못했다. 다기 카툰은 도리어 테무데르를 발탁해 중앙으로 불러들였다. 
무종은 투르크계 군인들의 신분을 보장하고, 이들을 군대 내 요직에 발탁하여 이들을 자신의 지지 세력 겸 친위세력으로 확보해두었다. 또한 정예부대인 킵차크인 친위부대를 비롯해 아스트부 출신, 캉글리부 출신 군대 등의 비몽고계의 친위군을 총애하였다. 그러나 동생 아유르바르와다의 정변을 도와준 옹기라트부 중신에게는 별로 보상을 하지 않아, 옹기라트부를 중심으로 한 세력은 불만을 품게 되었다.

#### 즉위 초
그는 유학자 이맹(李孟)의 자문을 받았지만, 유교를 신봉하지는 않았다. 즉위 직후 유학자들에게 명하여 공자의 저서 중 효경을 몽골어로 번역, 간행하게 하고, 효, 효심에 대한 주제를 찾아 역시 몽골어로 번역, 간행하게 했다. 카이산은 킵차크 한국, 아수드, 캉글리 인사를 영입하였고 곤기라트 족에 대해서는 논공행상이 없었다. 옹기라트씨족의 툴라는 원 무종이 논공행상을 해주지 않는다며 불만을 드러냈고, 카이산은 툴라를 경계하며, 기회를 봐서 툴라를 죽이려 하였다. 카이산은 불교 사찰을 짓는데도 지원, 투자하였다. 카이산은 불교를 장려, 티베트 라마 체지오세르 에게 티베트 불교 서적을 한자와 몽골어로 번역하게 했다. 또한 친히 명을 내려 소금 판매 권한을 조정에서 독점하고, 1310년 무렵에는 소금 판매액에 세금 35%를 인상했다. 1307년 8월 17일 무종은 공자에게 지성문선왕(至圣文宣王)의 시호를 추가하여 대성지성문선왕(大成至圣文宣王)이 되었다.
1307년 가을 당시 20,000톤 이상의 쌀이 수확되어 국고에 저장시켰다. 그러나 이러한 상황은 오래가지 못했다.
그해 무종은 관리들의 수를 파악하고, 녹봉 지출이 많다고 생각해서 원 성종대에 발탁된 관료들 일부를 해고하려 했지만, 어떤 이유로 실패하였다. 관리들 해고 계획이 실패한 원인은 기록에 나타나지 않는다. 무종은 자신을 따라 몽골고원에 주둔하며 카이두와 교전했던 장군들과 몽골족, 킵차크족, 알란족, 캉글리족 인사들을 채용하여 배치하였다. 그해부터 무종은 친히 명을 내려, 대도와 중도(현 허베이 성 장베이 시)에 있는 궁궐을 개보수, 증축하였다. 그는 중서성에는 행정, 정치 사무를, 상서성에는 재정 업무를 분장하여 전담하게 했다.
무종은 논공행상을 하면서 투랄을 월왕(越王)에 봉하고 소흥로(紹興路)를 식읍으로 주었다. 투랄은 차가타이 칸의 4대손으로, 무이투겐의 증손이며 부리의 손자, 위원왕(威遠王) 아지키의 아들이다. 이때 우승상 하라하슨이 이를 반대했고, 투랄은 무종에게 하라하슨을 파면할 것을 요구했다. 그러나 무종이 이를 거절하자 투랄은 불만을 드러냈다. 1309년 무종은 초왕 야쿠트, 승상 토토를 보내 투랄을 심문한 뒤 처형했다.

#### 치세 중반
무종은 상서성을 부활시켜 태자 아유르바르와다에게 상서령을 겸직하게 했다. 상서성에서는 재정, 재무를 담당하게 했고, 중서성에서는 인사, 행정을 관할하게 했다. 또한 각 행성의 행중서성을 행상서성으로 고쳐서 운영하게 했다.
무종은 문맹 퇴치를 선언하고, 티베트어와 위구르어로 된 불교 서적을 몽골어와 한자로 번역하는 사업을 추진했다. 초이지 오데세르는 티베트어로 된 불교 서적을 몽골어로 번역하고, 위구르 몽골어 문자를 수정하고 연구, 개선을 추진하였다. 또한 각종 연회를 베풀어 연회에 참석한 왕공족과 관리들에게 많은 선물을 주었다. 또한 많은 돈을 불교 사원 건설에 하사하였다.
1308년 우승상 하르하순이 병사하였다. 이후 조정의 재정 상황은 악화된다. 무종의 치세기간 중 계속 가뭄이 발생했고, 잦은 기근이 일어났다. 그는 칙령을 내려 쌀을 분배하고 재난으로 피해를 입은 백성을 구제했다. 그러나 계속된 가뭄으로 국고는 점차 탕진되었고, 몽골 귀족의 축제는 제한하지 않고, 수천 금의 돈이 수여되었다. 1308년 중서성 우승상에 어머니 다기 카툰의 측근 테무데르를 임명하고, 좌승상에 야르간을 임명했다.
어느 관리가 정부의 지출량이 과다한 것 같다고 진언했다가 무종의 분노를 사서 처형되기도 했다.
재위기간 중 국정 운영에 그는 몽골인 가신과 몽골족 출신 군사 지휘관들에게 의존하였다. 그밖에 그는 황실 친족들에게 수시로 선물을 해주었다. 또한 재정을 충당하기 위해 지역의 유력자들에게 관직을 매매하였다. 그의 동생 아유르바르와다는 성격이 유약한 면이 있어 어머니 다기 카툰의 뜻을 잘 따랐고, 휘둘리기도 했다. 그러나 아유르바르와다는 어머니 다기 카툰과 그의 측근 우승상 테무데르를 내심 미워하여, 다기카툰, 테무데르 및 그들의 세력과 암암리에 갈등, 대립하였다. 궁 내부에서 카이산은 다기 카툰과 아유르바르와다 사이에서 양자의 눈치를 살피며 생활했다. 군인과 무장 중심인 카이산 세력과 학자 문인 중심의 아유르바르와다의 지지세력은 서로 성격이 달랐다. 그러나 동시에 카이산은 동생 아유르바르와다를 계속 암암리에 견제했다.

#### 내정 활동
1308년 사할린을 원정, 그해 말 아이누족이 다시 원나라의 종주권을 인정하고 복속되었다. 1308년 사신 오로를 킵차크 한국에 사절로 파견, 킵차크 한국의 칸 토크토아 칸을 영숙왕(寧肅王)에 책봉하였다. 이는 명의상의 직책으로 본다. 1308년 5월 칙령을 내려, 백련교(白蓮教)의 금지를 선언하였다. 1308년 7월 퀼리그 칸 카이산은 정권의 기초를 대략 굳힌 뒤, 서방의 킵차크 한국, 일 한국, 차가타이 한국의 세 왕국에 왕족과 유력 장군들로 편성된 대규모 사절단을 파견했다. 또한 차가타이 한국의 자치권을 승인해주었다.
일본에도 사신을 보내 종주권을 요구하였으나, 일본은 원나라의 칭신을 거절하였다. 화가 난 무종은 1308년 명을 내려 일본의 상선을 불태우게 했고, 일본은 군사를 보내 중국 절강성과 강소성 일대를 약탈하게 했다.
그는 재정 악화를 극복하고자 1309년 9월 상서성좌승상 삼보로(三寶奴)를 시켜 지대은 또는 지대은초(至大銀鈔)라는 지폐를 발행, 각 로와 주, 현 등에 지역 상평창을 통해 유통시켰다. 또한 칙령을 내려 중서성에 치중된 정무 권한을 일부 분장하여 상서성에 업무를 분배하였다. 그러나 그의 경기 부양 정책은 별 효력이 없었고, 중국계 장교들과 하급관료, 일반 시민들의 불만은 계속되었다. 그는 새로운 은화를 발행하려 하였으나, 중원 백성들은 이에 불만을 품었다.
인플레이션에 맞서 싸우기 위해 카이산의 행정부는 지역에 곡물 창고를 설치하고 장강에서 곡물의 해상 운송 할당량을 대폭 늘려 1310년 290만시로 늘렸다. 또한 소금 인허가와 소금 상인에게 세금을 35% 인상하여 물렸고, 부유한 농가에는 쌀 생산량에도 2%의 할증 세금을 더 붙였다.
1310년 원 무종은 생각을 바꾸어 몽골어로 된 구리 동전 발행을 지시하였다.

#### 통치 후반
두아가 1307년에 병으로 죽고 차가타이 한국이 칸위를 둘러싼 내분에 휩싸이자, 카이두의 네 아들 차파르, 오르스, 야기차르, 투그메 등은 힘을 모아 1310년에 반란을 일으켰다. 이들이 이끄는 반란군은 알말리크 근처에서 콘첵 칸이 이끄는 차가타이 칸국의 군대와 결전을 벌였으나 대패하였고 이 패배 이후 차파르는 원나라의 무종에게로 망명했다. 차파르가 원나라로 망명하면서 우구데이계 세력은 완전히 몰락하고 말았다.
1308년 고려 충렬왕의 아들 왕원이 대도로 왔다. 무종은 왕원에게 책봉 고명을 주어 돌려보냈다. 그해 5월 무종은 왕원을 심양왕(瀋陽王)으로 책봉했다.
1309년 2월 17일 황태제와 제왕, 신료들은 그에게 통천계성흠문영무대장효황제(統天繼聖欽文英武大章孝皇帝)라는 존호를 올렸다.
1309년부터 1310년 그는 호부에 명하여 동전을 대량으로 발행했다. 그러나 그의 의도와는 달리 구리 옆전의 가치는 기존 옆전의 5분의 1로 가치가 줄어들었다. 1309년 9월부터는 지폐 지대은초(至大銀鈔)를 대량 발행, 각 로, 역참, 주, 부, 군, 현에 보급하였다.
1310년 옹기라트부 툴라의 아들 코케추는 형부 관리들, 불교 승려들과 함께 황궁 점령, 정변을 계획하였다. 그러나 코케추 일당이 황궁을 장악하기 직전 그들의 계획이 발견되었다. 체포된 승려들은 정식 처형되었고 고케추는 고려로 추방, 고려의 절도에 안치되었다. 카이산은 직접 이들을 심문했으나 이들이 누구를 추대하려 했는지는 밝히지 않았다. 대도 부윤이자 케식 사령관 아르슬란도 반란에 가담했으며, 아르슬란과 정변에 가담한 장군들은 처형되었다. 옹기라트부는 자신들이 카이산의 즉위를 도와주었는데도 논공행상이 없어서 불만이었고, 카이산 사후 옹기라트부는 카이산의 두 아들이 옹기라트부 출신 여성 소생이 아니라는 이유로 지지하지 않고 방치했으며, 아유르바르와다의 아들 시데발라를 지지했다.
무종은 첫 황후 진가황후(真哥皇后) 옹기라트씨에게도 자녀가 없었고, 진가황후의 4촌, 혹은 6촌 여동생인 제2황후 속가실리 황후(速哥失里 皇后) 옹기라트씨에게도 자녀를 보지 못하였다. 무종은 이키레스족 출신 이키레스 비자와 탕구트 출신 탕구트 비자에게서 각각 아들 쿠살라와 투그테무르가 태어났다. 동생이자 황태제인 아유르와르바다는 1302년 옹기라트씨 라드나시리에게서 아들 시데발라가 태어났다. 이를 계기로 어머니 흥성태후 다기 카툰은 같은 옹기라트씨 출신 부인에게서 아들을 얻은 아유르바르와다를 지지하게 되었다.

### 질병과 최후

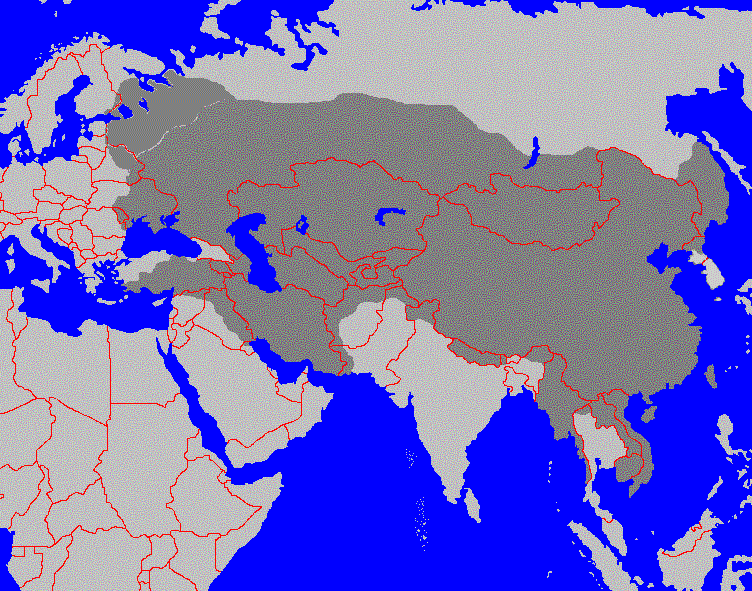
1311년 당시 몽골 제국의 판도

1310년 2월 21일 삼보노(三寶奴)가 영왕 코코추를 추대하려는 음모를 적발, 월왕 투랄의 아들 아나트라시리(阿剌忒納失里)가 조력한 것을 적발했다. 코코추는 유배되고 그의 아내 올제이는 처형되었으며, 아나트라시리는 도주했다. 아타트라시리의 조모, 어머니, 처는 바이테무르에게 주었다.
1310년 상서령 삼보노(三寶奴) 등의 신하들이 건의하여 아유르바르와다 대신 무종의 아들 중에서 황태자를 세우라고 상소했다. 삼보노는 상서성우승상 강글리 토토에게 무종의 아들을 황태자로 세울것을 건의하자 했으나, 거절했다. 삼보노 등은 신하를 모아 무종의 아들을 태자로 세울 것을 상주했고, 캉글리 토토는 황태자 교체를 반대했다. 무종은 삼보로 등의 상소를 실현 가능성이 없다며 거절했지만, 이는 아유르바르와다의 귀에 들어갔다. 이 사건으로 아유르바르와다와 무종의 측근들 사이의 대립은 심해졌다. 무종은 삼보로의 건의를 받아들이지 않고, 청주(清州, 현 허베이성 창저우시 청현(滄州市青縣))의 다루가치로 발령냈지만, 후일 아유르바르와다는 집권후 삼보로를 처형한다. 1310년 몽골어 스크립트가 새겨진 구리 동전을 주조, 발행하였다.
독실한 불교 신자였던 그는 티베트 불교를 받아들였다. 동시에 유학을 배척하여 유학자들의 반발을 사기도 했다. 그러나 그의 치세기간 중 공자의 저서들이 몽골어로 번역되어 몽골에 소개되었다.
병약했던 그는 평소 라마교에 심취하였으며, 라마교를 황실 국교로 올리려 시도하였으나 실패했다. 또한 종종 과음하여 술에 취하기도 했다. 심한 쾌락과 과도한 음주 알콜중독으로 건강을 잃고 1311년 퀼리그 칸 카이산은 병을 얻어 그해 1월 27일 대도 옥덕전(玉德殿)에서 갑자기 급사하였다. 카이산의 사후에 동생 황태제 아유르바르와다가 섭정을 하다가 바로 제위를 이었다. 일설에는 모후 다기 카툰과 그녀의 측근들에 의한 암살설이 있다.
고려 충선왕은 어릴 때부터 원 성종 테무르의 조카인 원 무종 카이산, 원 인종 아유르바르와다와 친밀한 관계에 있었다. 충선왕은 카이산보다 나이가 여섯 살 많았고, 무종 즉위 후 원나라의 심양왕에 봉해졌으나, 무종이 재위 4년 만에 급사하고, 그 뒤를 이어 무종의 동생 원 인종 아유르바르와다가 즉위했지만 인종 역시 재위 9년 만에 죽자, 충선왕은 인종의 뒤를 이어 즉위한 원 영종에 의해 심양왕에서 쫓겨나 죽었다.

### 사후
1월 29일 기련곡에 장사하였다. 그의 사망 원인은 알콜중독이지만, 어머니 다기 카툰과 동생 아유르바르와다의 쿠데타, 모의 설도 제기되고 있다. 무종은 갑작스럽게 사망했지만 황태제였던 아유르바르와다가 감국으로 섭정이 되고, 바로 그해 4월 7일 동생 아유바르와다가 대칸으로 즉위했다. 다기 카툰을 비롯한 옹기라트씨족은 카이산의 측근들을 조정에서 축출, 제거하였다. 무종의 시종이었던 상서성 평장정사 메르키트 바얀 등 극소수는 숙청을 피하고, 외직을 전전하게 됐다. 그러나 그가 생전에 투르크계 군인들을 군대 내 요직에 발탁함으로써 이들이 후일 그의 아들들의 지지 세력을 형성했다.
1311년 7월 10일 동생 원 인종 아유바르와다가 인혜선효황제(仁惠宣孝皇帝)의 시호를 상시하고 묘호는 무종(武宗), 몽골식 존칭은 쿨룩황제(曲律皇帝)라 하였다. 쿨룩은 중세 몽골어로 준걸(俊傑), 또는 전사(戰士)라는 뜻과, 좋은 말(馬)이라는 뜻이다. 또다른 별칭으로는 오르스쿨 울루크 아클바키 만두울산 카안(Өршөөл өглөг ачлалыг мандуулсан хаан)이라는 존호를 올렸는데 이는 자비로움을 베푸는 카안이라는 뜻이다. 
그의 두 아들은 옹기라트부 여인 출신이 아니라는 이유로 황위 계승권에서 배제당하고 추방당했으며, 아유르바르와다는 무종의 아들 중에서 황태자를 세운다는 약속을 깨고, 자신의 아들 시데발라를 태자로 세웠다. 궁궐 내 친 무종세력은 동생 인종 때 옹기라트부에 의해 정관계에서 제거되었으나, 일부 친 카이산 군벌들은 살아남았고 이들은 카이산의 아들들이 계승권에서 배제된 것에 불만을 품고 독자적인 세력을 형성하였다. 1323년 영종 시데발라가 죽고 원 인종 아유르바르와다의 직계가 단절되자 황궁파 인사들은 진왕 카말라의 후손을 지지하는 몽골고원파에 대항해 그의 아들 회왕 툭테무르를 지지했다. 1328년 황궁파 인사들은 친 카이산 군벌과 연합, 엘 테무르를 중심으로 정변을 일으켜 원 천순제 라기바흐를 폐위하고, 무종의 아들 회왕 코실라를 명종으로 즉위시킨다.

## 가족 관계
- 조부 : 추존황제 유종(裕宗) 진킴
- 조모 : 추존황후 휘인유성황후(徽仁裕聖皇后) 콩기라트씨
- 아버지 : 추존황제 순종(順宗) 다루마바라
- 어머니 : 추존황후 소헌원성황후(昭獻元聖皇后) 콩기라트씨

### 후비
무종의 자녀들 중 후궁인 이키레스 비자와 탕구트 비자가 낳은 아들들, 후일의 명종과 문종이 되는 아들들만이 사료에 이름이 전한다.
- 진가황후(真哥皇后) 콩기라트씨 - 무종의 정궁황후(재위 : 1310년 ~ 1311년), 쿠빌라이 칸의 계비 차브이 카툰의 아버지 안진의 손자 병불랄(迸不刺)의 딸, 1327년 원 태정제가 선자혜성황후(宣慈惠聖皇后)의 시호를 추증
- 속가실리 황후(速哥失里 皇后) 콩기라트씨 - 쿠빌라이 칸의 계비 차브이 카툰의 아버지 안진(按陳)의 손자 또는 질손 하라지(哈兒只 Харжи)의 딸. 선자혜성황후 콩기라트 진가와는 4촌 또는 6촌 자매간
- 완자알 황후(完者歹 皇后), 출신 부족 및 친정 미상
- 백홀적 황후(伯忽笛 皇后) 케레이트씨
- 키반쿠 비자(Ки Ванку)
- 이키레스 비자(亦乞烈妃子) 수동(壽童) - 안서왕 망갈라의 딸 노울륜공주(奴兀倫公主)의 딸. 1329년 명종 즉위 후에 인헌장성황후(仁獻莊聖皇后)로 추존.
- 탕구트 비자(唐兀妃子) 이름 실전(? ~ 1325년) - 1329년 문종 즉위 후에 문헌소성황후(文獻昭聖皇后)로 추존.
- 황비 홍씨(洪氏)

### 자녀
- 장남 : 주왕(周王) 코실라 - 인헌장성황후 소생. 대원의 제13대 카안 명종(明宗).
- 차남 : 회왕(懷王) 툭테무르 - 문헌소성황후 소생. 대원의 제12대 카안 문종(文宗).

### 족보
|  |                                    |  |  |  |  |  |  |  |  |  |  |  |  |  |  |  |
|  | 16. 예종 툴루이 이크 카안          |  |  |  |  |  |  |  |  |  |  |  |  |  |  |  |
|  |                                    |  |  |  |  |  |  |  |  |  |  |  |  |  |  |  |
|  |                                    |  |  |  |  |  |  |  |  |  |  |  |  |  |  |  |
|  | 8. 세조 쿠빌라이 세첸 카안         |  |  |  |  |  |  |  |  |  |  |  |  |  |  |  |
|  |                                    |  |  |  |  |  |  |  |  |  |  |  |  |  |  |  |
|  |                                    |  |  |  |  |  |  |  |  |  |  |  |  |  |  |  |
|  | 17. 장성황후 소르칵타니 베키       |  |  |  |  |  |  |  |  |  |  |  |  |  |  |  |
|  |                                    |  |  |  |  |  |  |  |  |  |  |  |  |  |  |  |
|  |                                    |  |  |  |  |  |  |  |  |  |  |  |  |  |  |  |
|  | 4. 진킴                            |  |  |  |  |  |  |  |  |  |  |  |  |  |  |  |
|  |                                    |  |  |  |  |  |  |  |  |  |  |  |  |  |  |  |
|  |                                    |  |  |  |  |  |  |  |  |  |  |  |  |  |  |  |
|  | 18. 충무왕 옹기라트 안진 노얀(=24) |  |  |  |  |  |  |  |  |  |  |  |  |  |  |  |
|  |                                    |  |  |  |  |  |  |  |  |  |  |  |  |  |  |  |
|  |                                    |  |  |  |  |  |  |  |  |  |  |  |  |  |  |  |
|  | 9. 소예순성황후 차브이             |  |  |  |  |  |  |  |  |  |  |  |  |  |  |  |
|  |                                    |  |  |  |  |  |  |  |  |  |  |  |  |  |  |  |
|  |                                    |  |  |  |  |  |  |  |  |  |  |  |  |  |  |  |
|  | 19. 제녕왕비 카진(=25)             |  |  |  |  |  |  |  |  |  |  |  |  |  |  |  |
|  |                                    |  |  |  |  |  |  |  |  |  |  |  |  |  |  |  |
|  |                                    |  |  |  |  |  |  |  |  |  |  |  |  |  |  |  |
|  | 2. 다르마발라                      |  |  |  |  |  |  |  |  |  |  |  |  |  |  |  |
|  |                                    |  |  |  |  |  |  |  |  |  |  |  |  |  |  |  |
|  |                                    |  |  |  |  |  |  |  |  |  |  |  |  |  |  |  |
|  | 5. 코코진 카툰                     |  |  |  |  |  |  |  |  |  |  |  |  |  |  |  |
|  |                                    |  |  |  |  |  |  |  |  |  |  |  |  |  |  |  |
|  |                                    |  |  |  |  |  |  |  |  |  |  |  |  |  |  |  |
|  | 1. 카이샨 쿨룩 카안                |  |  |  |  |  |  |  |  |  |  |  |  |  |  |  |
|  |                                    |  |  |  |  |  |  |  |  |  |  |  |  |  |  |  |
|  |                                    |  |  |  |  |  |  |  |  |  |  |  |  |  |  |  |
|  | 24. 충무왕 옹기라트 안진 노얀(=18) |  |  |  |  |  |  |  |  |  |  |  |  |  |  |  |
|  |                                    |  |  |  |  |  |  |  |  |  |  |  |  |  |  |  |
|  |                                    |  |  |  |  |  |  |  |  |  |  |  |  |  |  |  |
|  | 12. ?                              |  |  |  |  |  |  |  |  |  |  |  |  |  |  |  |
|  |                                    |  |  |  |  |  |  |  |  |  |  |  |  |  |  |  |
|  |                                    |  |  |  |  |  |  |  |  |  |  |  |  |  |  |  |
|  | 25. 제녕왕비 카진 (=19)            |  |  |  |  |  |  |  |  |  |  |  |  |  |  |  |
|  |                                    |  |  |  |  |  |  |  |  |  |  |  |  |  |  |  |
|  |                                    |  |  |  |  |  |  |  |  |  |  |  |  |  |  |  |
|  | 6. 노왕 옹기라트 혼도테무르        |  |  |  |  |  |  |  |  |  |  |  |  |  |  |  |
|  |                                    |  |  |  |  |  |  |  |  |  |  |  |  |  |  |  |
|  |                                    |  |  |  |  |  |  |  |  |  |  |  |  |  |  |  |
|  | 3. 다기 카툰                       |  |  |  |  |  |  |  |  |  |  |  |  |  |  |  |
|  |                                    |  |  |  |  |  |  |  |  |  |  |  |  |  |  |  |
|  |                                    |  |  |  |  |  |  |  |  |  |  |  |  |  |  |  |

## 기년
| 무종        | 원년            | 2년        | 3년        | 4년        |
| ----------- | --------------- | ---------- | ---------- | ---------- |
| 서력 (西曆) | 1308년          | 1309년     | 1310년     | 1311년     |
| 간지 (干支) | 무신(戊申)      | 기유(己酉) | 경술(庚戌) | 신해(辛亥) |
| 연호 (年號) | 지대(至大) 원년 | 2년        | 3년        | 4년        |

## 같이 보기
- 원나라의 황제
- 몽골의 칸 목록